# Rio Brodinişoara
O Rio Brodinişoara é um rio da Romênia afluente do Rio Brodina, localizado no distrito de Suceava.